# Serce ze złota
Serce ze złota (Dil Ka Rishta, hindi दिल का रिश्ता, urdu دل کا رشتہ, angielski Relationships of the heart, niemiecki Nur dein Herz kennt die Wahrheit) – indyjski dramat miłosny wyreżyserowany przez Naresh Malhotra w 2003 roku i wyprodukowany przez Aditya Rai, brata Aishwarya Rai, która gra w parze z Arjun Rampalem główną rolę w filmie. Tematem filmu jest nieodwzajemniona miłość, szukanie zapomnienia w alkoholu, poczucie winy za błąd, który zniszczył czyjeś życie i zwycięstwo miłości, która przetrwała próbę cierpienia.

## Fabuła
Mumbaj. Jai (Arjun Rampal), milioner w ramach swojej działalności charytatywnej odwiedza wspieraną finansowo szkołę dla głuchoniemych. Spotyka tam Tię (Aishwarya Rai). Urzeczony jej urodą, naturalnością, prostotą i żywiołowością zakochuje się w niej. Tia przyjmuje jego pomoc, ceni sobie jego przyjaźń nie rozpoznając miłości. Wyznanie Jaia zaskakuje ją. Tia kocha biednego, ale bliskiego jej duchem i charakterem Raja (Priyanshu Chatterjee). Jai nie ustępuje, nadal próbuje zdobyć względy ukochanej. Wiadomość o jej ślubie, a potem narodzinach syna doprowadza go do rozpaczy, o której próbuje zapomnieć pijąc. Mijają miesiące, z Jaiem jest coraz gorzej, nie umie się pogodzić z odrzuceniem i z utratą na zawsze Tii. Jego przyjaciółka Anita (Isha Koppikar) próbuje go przekonać, aby się otrząsnął, przestał pić. Odurzony alkoholem Jai obiecuje zmianę życia, po czym mimo jej protestów pijany siada za kierownicą auta i powoduje wypadek. Zderza się z autem, w którym siedzą Tia z mężem. Raj i Anita giną na miejscu. Tia traci pamięć. Lekarze uważają, że na razie Tia jest w takim stanie, że wstrząs wywołany przypomnieniem utraconej przeszłości, może być zbyt groźny dla jej życia, więc jej matka (Rakhee Gulzar) bardzo niechętnie przyjmuje propozycję Jaia, który wywozi całą rodzinę do swojego domu w Afryce Południowej. Tii wmówiono, że mały Anshu jest synem Jaia i nieżyjącej Anity. Opiekując się nim zaczyna się zakochiwać w Jaiu. Ten, pełen poczucia winy i szantażowany przez matkę Tii, nie daje sobie prawa na to, by wyznać Tii swoją miłość. Dopiero Tia, po poznaniu prawdy, przekonuje go, aby dał sobie szansę.

## Obsada
- Aishwarya Rai – Tia Sharma
- Arjun Rampal – Jai Mehta
- Priyanshu Chatterjee – Raj
- Rakhee Gulzar – mama Tii p.Sharma
- Paresh Rawal – Ojciec Jaia
- Isha Koppikar – Anita
- Tiku Talsania – Swami

## Piosenki
- Saajan Saajan
- Hai Dil Mera Dil
- Dil Ka Rishta
- Dayya Dayya Dayya Re
- Dil Chura Le
- Haste Suraj Ki
- Kitna Majboor Ho Gaya
- Saajan Saajan
- Dil Ka Rishta
- Bada Hi Pyara Hai